# Communauté de communes Porte ouest de la Dombes
La communauté de communes Porte ouest de la Dombes est une ancienne structure intercommunale française située dans le département de l'Ain en région Rhône-Alpes, qui existe de 1995 à 2013.

## Historique
- 1er janvier 2014 : elle fusionne avec la communauté de communes Saône Vallée et intègre la commune de Villeneuve pour former la communauté de communes Dombes-Saône Vallée
- 15 décembre 2006 : modification des compétences
- 29 décembre 2003 : définition d'intérêt communautaire
- 14 mai 2002 : rajout d'aménagement et gestion des aires et terrains désignés pour l'accueil des gens du voyage
- 27 décembre 2001 : actualisation des compétences
- 24 décembre 1999 : modification des compétences à la suite de la transformation en communauté de communes
- 12 décembre 1999 : Transformation du district Porte Ouest de la Dombes en communauté de communes
- 12 juillet 1999 : participation à l'élaboration et la conclusion d'un contrat global de développement avec la région Rhône-Alpes
- 29 décembre 1998 : études préliminaires à la révision du schéma directeur
- 7 juillet 1997 : rajout compétence voirie
- 30 avril 1997 : réalisation du programme d'actions du contrat de pays du Val de Saône sud de l'Ain et réalisation de ses actions connexes et gestion de l'ensemble de ces actions
- 6 décembre 1996 : révision et suivi du schéma directeur Val de Saône-Beaujolais
- 11 octobre 1996 : rajout de collecte et traitement des ordures ménagères sur le territoire des communes adhérentes
- 3 juillet 1995 : le bureau est composé du président et de cinq vice-présidents
- 1er février 1995 : tourisme : mise en œuvre de toute initiative d'intérêt intercommunal (au lieu d'intérêt communal)
- 26 décembre 1994 : création à compter du 1er janvier 1995

## Territoire
| Nom                      | Code Insee | Gentilé       | Superficie (km2) | Population (dernière pop. légale) | Densité (hab./km2) |
| ------------------------ | ---------- | ------------- | ---------------- | --------------------------------- | ------------------ |
| Jassans-Riottier (siège) | 01194      | Jassannais    | 4,81             | 6 222 (2014)                      | 1 294              |
| Ambérieux-en-Dombes      | 01005      | Ambarrois     | 15,92            | 1 627 (2014)                      | 102                |
| Ars-sur-Formans          | 01021      | Arsois        | 5,50             | 1 376 (2014)                      | 250                |
| Beauregard               | 01030      | Beauregardais | 0,94             | 886 (2014)                        | 943                |
| Fareins                  | 01157      | Farinois      | 8,22             | 2 180 (2014)                      | 265                |
| Frans                    | 01166      | Franvernois   | 7,98             | 2 196 (2014)                      | 275                |
| Rancé                    | 01318      | Rancéens      | 9,53             | 703 (2014)                        | 74                 |
| Savigneux                | 01398      | Sabiniens     | 14,75            | 1 268 (2014)                      | 86                 |

## Compétences
- Collecte et traitement des déchets des ménages et déchets assimilés
- Politique du cadre de vie
- Action sociale
- Création, aménagement, entretien et gestion de zone d'activités industrielle, commerciale, tertiaire, artisanale ou touristique
- Action de développement économique (Soutien des activités industrielles, commerciales ou de l'emploi, soutien des activités agricoles et forestières...)
- Tourisme
- Construction ou aménagement, entretien, gestion d'équipements ou d'établissements culturels, socioculturels, socio-éducatifs, sportifs
- Activités culturelles ou socioculturelles
- Schéma de cohérence territoriale (SCOT)
- Schéma de secteur
- Plans locaux d'urbanisme
- Création et réalisation de zone d'aménagement concerté (ZAC)
- Aménagement rural
- Création, aménagement, entretien de la voirie
- Programme local de l'habitat
- Autres

## Pour approfondir